# Priscapalpus cherretti
Priscapalpus cherretti är en spindeldjursart som beskrevs av De Leon 1965. Priscapalpus cherretti ingår i släktet Priscapalpus och familjen Tenuipalpidae. Inga underarter finns listade i Catalogue of Life.